# Wegkreuz (Stangenroth, Nähe Forststraße)

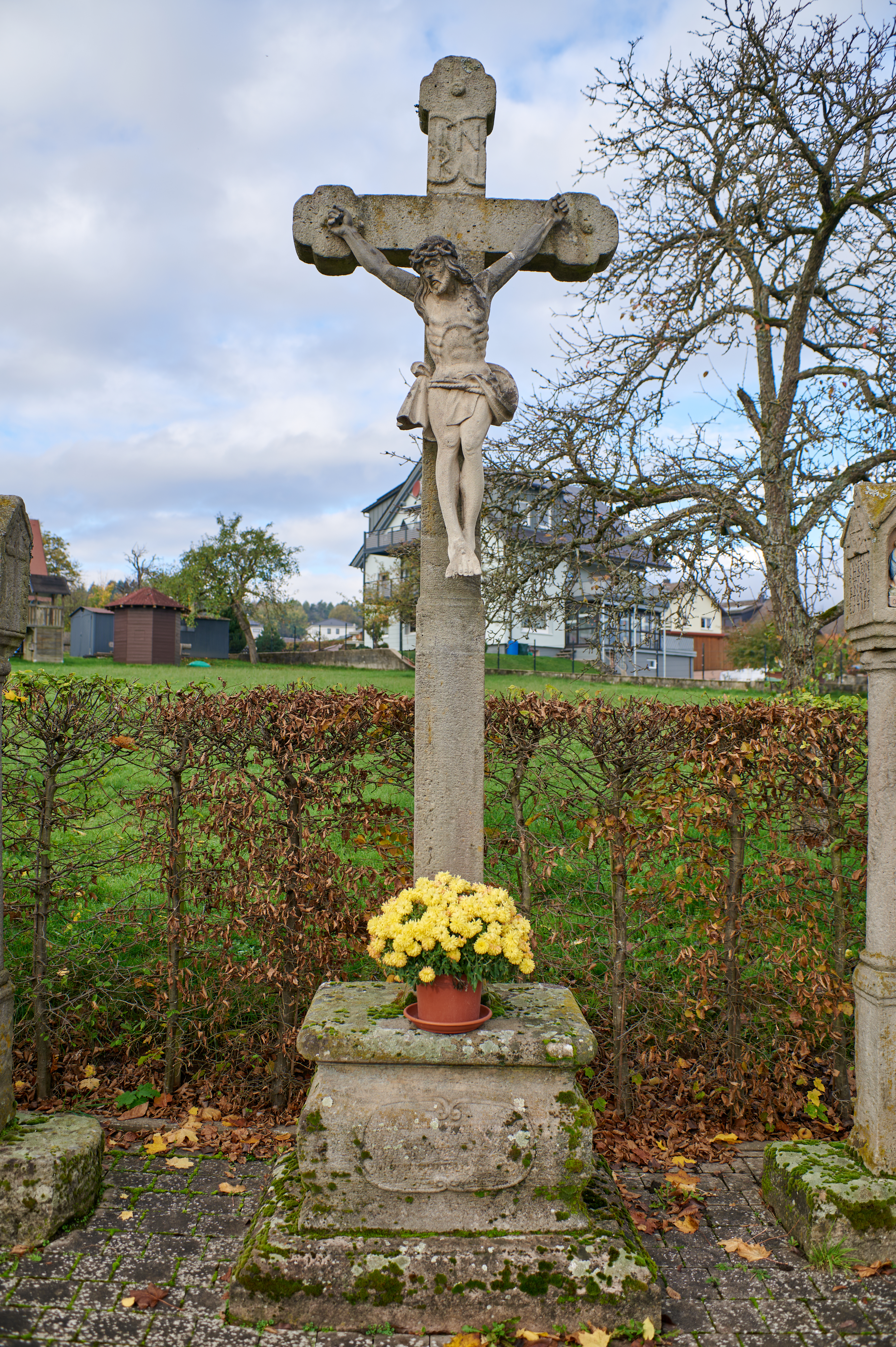
Wegkreuz in Stangenroth, Nähe Forststraße

Das Wegkreuz Nähe Forststraße befindet sich in Stangenroth, einem Gemeindeteil des Marktes Burkardroth im unterfränkischen Landkreis Bad Kissingen in Nähe der Forststraße. Das Wegkreuz wird von dem um 1600 entstandenen Kreuzdachbildstock nahe der Forststraße und dem Kreuzdachbildstock nahe der Forststraße von 1664 flankiert. Das Kreuz stand früher vor der Kreuzbergstraße 148.
Das Wegkreuz gehört zu den Baudenkmälern von Burkardroth und ist unter der Nummer D-6-72-117-73 in der Bayerischen Denkmalliste registriert.

## Beschreibung
Das etwa 380 cm hohe Wegkreuz besteht aus gelbem Sandstein und entstand im Jahr 1722 oder 1792.
Auf dem mehrteiligen Sockel steht ein mehrteiliges, in den Sockel eingelassenes Kreuz. Die Sockel-Bodenplatte ist 13 cm hoch und hat die Abmessungen 114 cm × 88 cm. Darauf befindet sich ein einziehendes Wasserschlaggesims mit Falz, darauf eine Platte mit den Abmessungen 74 cm × 58 cm, darauf Sima und Zwiebelbauch (85 cm × 64 cm), dann Schmalstelle (74 cm × 64 cm), darauf vorkragende Abschlussplatte (85 cm × 66 cm) mit 6 cm dickem Wulstrand. Die Sockelhöhe beträgt 59 cm. Der Kreuzsockel ist 159 cm hoch und hat einen Querschnitt von 21 cm × 17 cm, der sich geschachelt auf 19 cm × 15 cm verengt.
Die Kreuzhöhe beträgt 255 cm. Auf dem Hochschaft befindet sich eine INRI-Inschrift. An den Balken befinden sich Kleeblattenden. Der Korpus ist 120 cm hoch.
Die Sockelinschrift in Schreibschrift ist kaum mehr lesbar. In der vierten Zeile steht „.... Michael metz ....“. Die Inschrift befindet sich in einem von einem Lorbeerkranz umgebenen Kartuschenrahmen in ovaler Form. Auf beiden Seiten eines Knotenschlusses in der Rahmenmitte steht unten links „17“ und rechts „92“ oder „22“. Oben befindet sich eine Kreuzschleife.